# Neófito VI de Constantinopla
Neófito VI de Constantinopla (em grego: Νεόφυτος ΣΤ΄; m. 1747) foi patriarca ecumênico de Constantinopla duas vezes, entre 1734 e 1740 e entre 1743 e 1744.

## História
Neófito era natural da ilha de Patmos e, quando o bispo metropolitano de Cesareia na Capadócia foi eleito patriarca como Jeremias III, foi escolhido para ficar no seu lugar. Como bispo, seu ato mais importante foi reformar, em 1728, o mosteiro de São João, o Precursor, em Zincidere, na Capadócia.
Em 27 de setembro de 1734, Neófito foi nomeado patriarca com o apoio do dragomano da Sublime Porta, o fanariota Alexandre Gica. Sua submissão ao dragomano levou o grão-vizir Nişancı Hacı Ahmed Pasha a ordenar sua deposição seis anos depois, em agosto de 1740. Depois disto, Neófito reinou novamente por um breve período entre maio de 1743 e março de 1744 e, durante seu mandato, recebeu ordens do grão-vizir Seyyid Hasan Pasha para não ter nenhum contato com Alexandre Gica.
Durante seu patriarcado, nenhum evento particularmente importante ocorreu e Neófito teve que lidar principalmente com assuntos monásticos. Ele se correspondeu com Nicolaus Ludwig Zinzendorf, o reformador da Igreja Morávia, mas sem nenhum resultado. Depois de sua segunda e última deposição, Neófito foi exilado para Patmos, onde morreu em fevereiro ou março de 1747.